# Unteres Körschtal
Unteres Körschtal ist ein Landschaftsschutzgebiet (Schutzgebietsnummer 1.16.014) im Landkreis Esslingen. 

## Lage und Beschreibung
Das Schutzgebiet liegt im Körschtal und im Neckartal zwischen den Gemeinden Denkendorf im Südwesten und Deizisau im Nordosten. Es gehört zum Naturraum 106-Filder innerhalb der naturräumlichen Haupteinheit 10-Schwäbisches Keuper-Lias-Land.

## Schutzzweck
Wesentlicher Schutzzweck ist laut Schutzgebietsverordnung die Erhaltung des unteren Körschtales in seiner natürlichen Struktur und Vielfalt samt Hanglagen und Umgebung als ökologische Ausgleichsfläche und Erholungsraum im Südosten des Ballungsraumes Stuttgart.